# Cirith Ungol (gruppo musicale)
I Cirith Ungol sono un gruppo epic metal statunitense, fondato nel 1972 come Titanic ed accreditati con il nome di Cirith Ungol sin dal 1977.
Essi traggono il loro nome dal passo di Cirith Ungol, luogo del Signore degli Anelli di J.R.R. Tolkien, che segna uno degli ingressi nella terra di Mordor .

## Storia del gruppo

### Gli inizi
La storia dei Cirith Ungol comincia nel 1971, quando dalle ceneri del gruppo folk Galligan Family nacque una band chiamata Titanic. La prima formazione comprendeva Grag Lindstrom al basso, Jerry Fogle alla chitarra solista, Robert Garven alla batteria e Pat Galligan alla chitarra ritmica. Inizialmente il gruppo cominciò a suonare canzoni dei Beatles, ma ben presto le proposte si spostarono a canzoni di Black Sabbath e Mountain. Questo cambiamento portò la band a cercare un nuovo nome, che nel 1972 arrivò: Cirith Ungol. Con il passare degli anni la formazione ebbe dei cambiamenti: Pat Galligan fu estromesso dal gruppo, Micheal Flint sostituì Lindstrom al basso, mentre Tim Baker ricoprì il ruolo di cantante facendo conseguentemente cambiare a Greg Lindstrom il ruolo all'interno della band. Egli infatti si cominciò ad occupare della chitarra ritmica e delle parti di tastiere. Con questa formazione i Cirith Ungol cominciarono la loro carriera, cercando fin dall'inizio un contratto discografico che consentisse loro l'esordio.
L'interesse discografico tardò tuttavia ad arrivare, così, nel 1981 i Cirith Ungol decisero di costituire (a proprie spese) una casa discografica, denominata Liquid Flame per pubblicare l'album d'esordio intitolato Frost and Fire . I brani in contenuti denotavano ancora una fase embrionale di quello che sarebbe stato il sound epic metal che avrebbe caratterizzato la band e che poi sarebbe stato sviluppato con maggior fortuna da gruppi quali Manowar e Virgin Steele. Nello stesso anno un amico dei componenti della band (Brian Slagel, il successivo fondatore di Metal Blade) che lavorava in un negozio di dischi, li mise in contatto con il distributore: Greenworld Records. Questi, interessato al lavoro, prese in carico la produzione dell'album già pubblicato Frost and Fire, etichettandolo Enigma e poi incluse nella compilation Metal Massacre Volume 1 il brano inedito Death of the sun.
Nel 1984 fu pubblicato King of the Dead. Caratterizzato da riff sempre più pesanti ed incisivi e dalla forte presenza del basso, l'album mette in evidenza l'attitudine metal della band insieme alla voce, a volte sgraziata e stridula, di Tim Baker. L'album fu pervaso da un'atmosfera cupa ed orrorifica, ed il disco ottenne buoni giudizi dalla critica e venne portato a differenti festival e show dove la band si esibì insieme a Venom e Slayer.
Il 1986 rappresenta l'anno del terzo album: One Foot in Hell. Rispetto ai lavori precedenti, la band decise di tentare di percorrere la strada della velocità. Rispetto alle opere precedenti, infatti, il disco è caratterizzato dalla presenza di pezzi più rapidi che si contrappongono a pezzi dall'andatura decisamente più lenta . 

### Scioglimento
Dopo cinque anni di inattività, nel 1991 la band pubblicò Paradise Lost, il proprio quarto album. Il disco fu stampato in poche copie e, visto lo scarso successo, non più ristampato. Pubblicato con etichetta Restless Records, per scelta dello stesso discografico, non è inoltre stato più messo in circolazione ed è pertanto oggetto di collezione da parte dei fans. In Paradise Lost la band si presentò con una line-up modificata. Jim Barraza e Vernon Gren presero il posto di Jerry Fogle e Michael Flint, ma questa sostituzione non portò i risultati sperati. Visto l'insuccesso, nello stesso anno i Cirith Ungol decisero quindi di mettere la parola fine alla loro sfortunata storia che dal folk li aveva portati al metal .
Nel 1998 viene purtroppo a mancare lo storico chitarrista della band, Jerry Fogle. Nel 2001 viene pubblicata Servants of Chaos, raccolta antologica in tre dischi contenente anche versioni alternative e pezzi dal vivo.

### Il ritorno
Nel 2015 viene annunciata a sorpresa la reunion dei Cirith Ungol: la line-up è composta dai membri che hanno fatto parte della band in passato: Robert Garven, Tim Baker, Greg Lindstrom, Jim Barraza e il nuovo bassista Jarvis Leatherby.
Nel 2016 viene annunciata la ristampa di Paradise Lost e in qualità di headliner parteciparono al Frost and Fire Festival (dal 7 al 9 ottobre a Ventura, in California), per quello che sarà il loro primo concerto dal 13 dicembre 1991.
Nel 2020 il gruppo torna in studio rilasciando l'album Forever Black e segnando così il loro ritorno discografico. Nel 2023 pubblicano il loro sesto album in studio, Dark Parade.

## Copertine e Testi
Tutte le copertine degli album della band (ad eccezione della raccolta postuma Servants of Chaos) sono tratte dalle illustrazioni ufficiali della saga letteraria Elric di Melniboné di Michael Moorcock .
Tutte queste opere sono dell'artista Michael Whelan .
L'influenza di Elric di Melniboné è presente, più o meno velatamente, anche in molti testi della band.

## Formazione

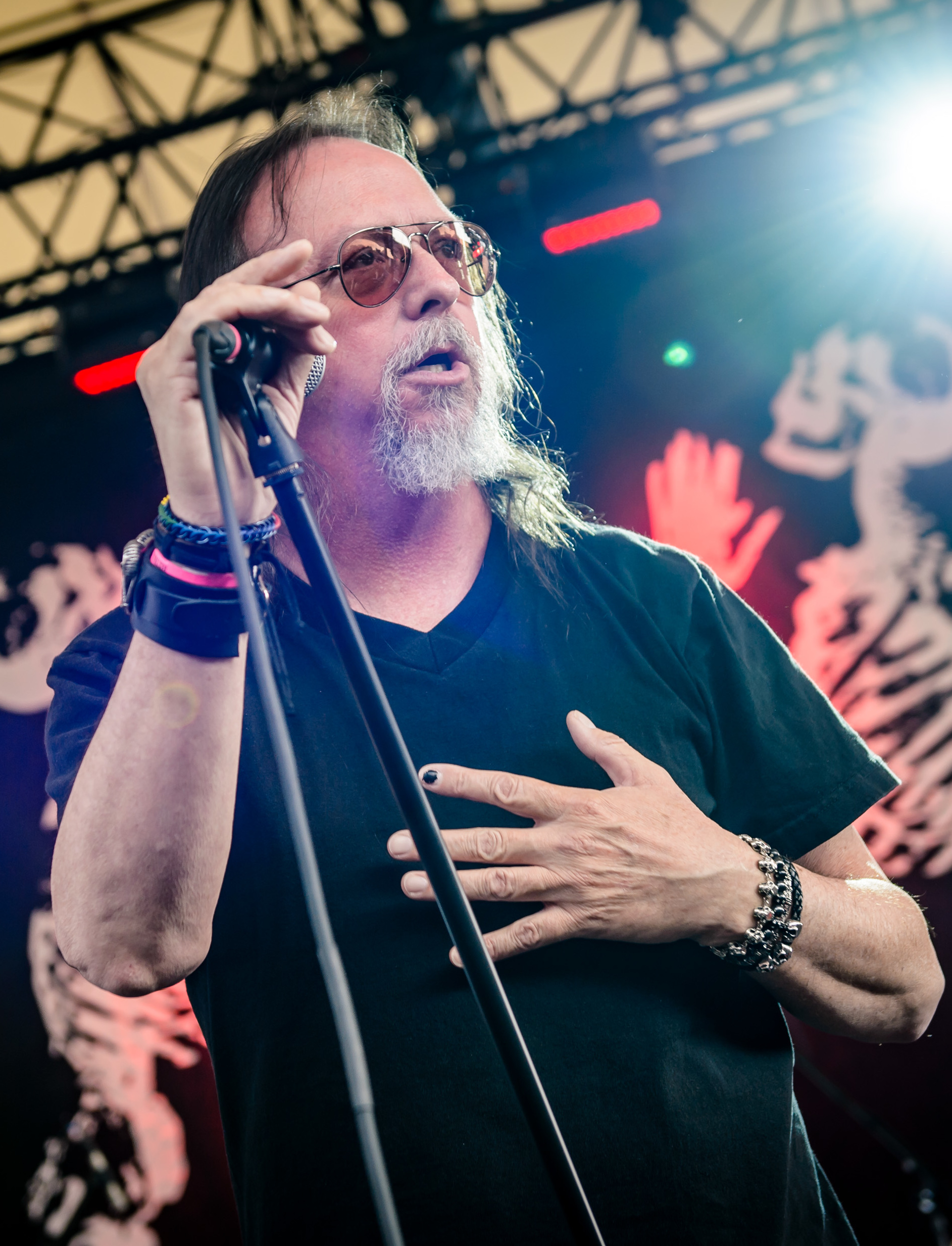
Tim Baker
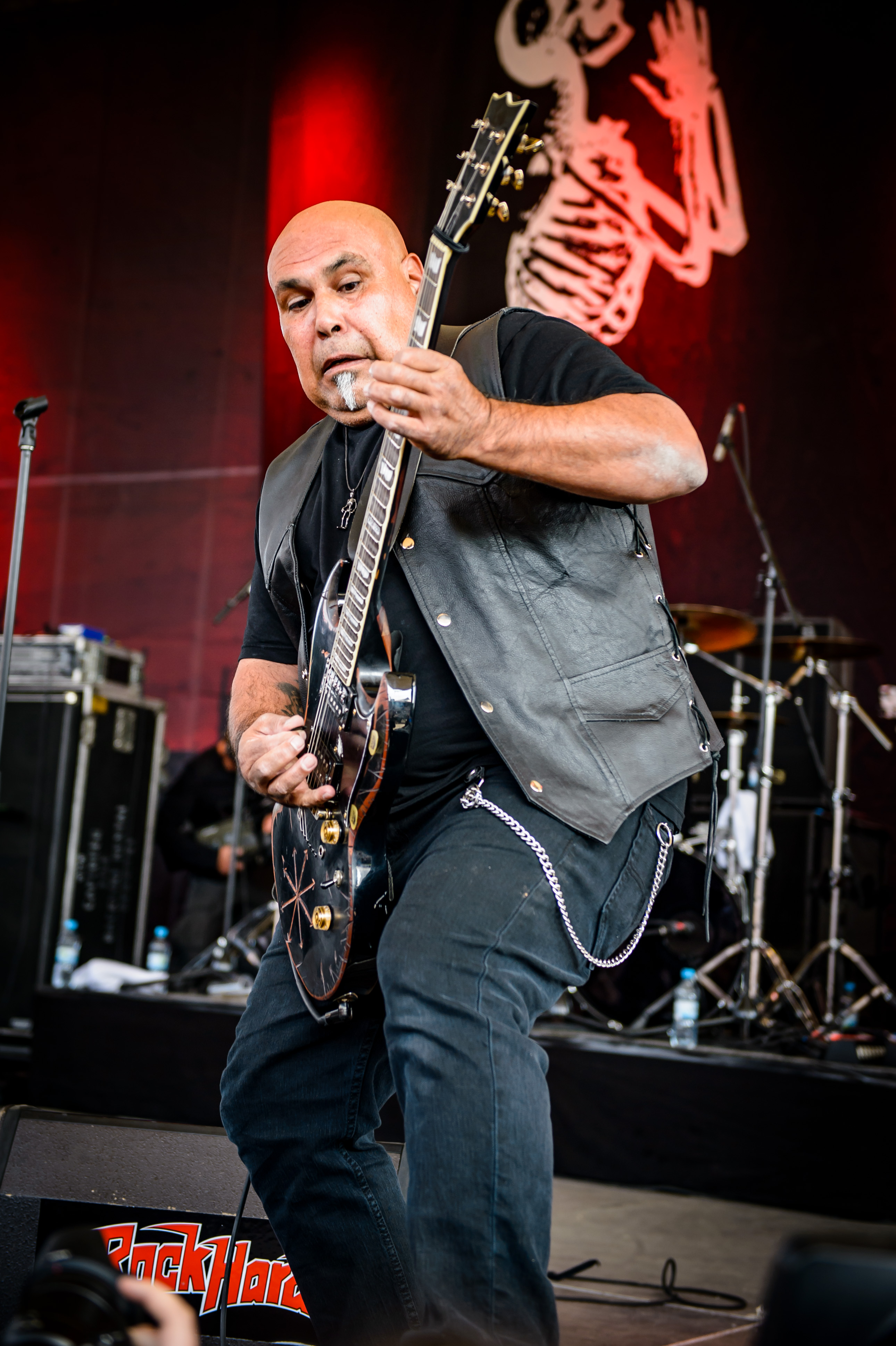
Jim Barraza
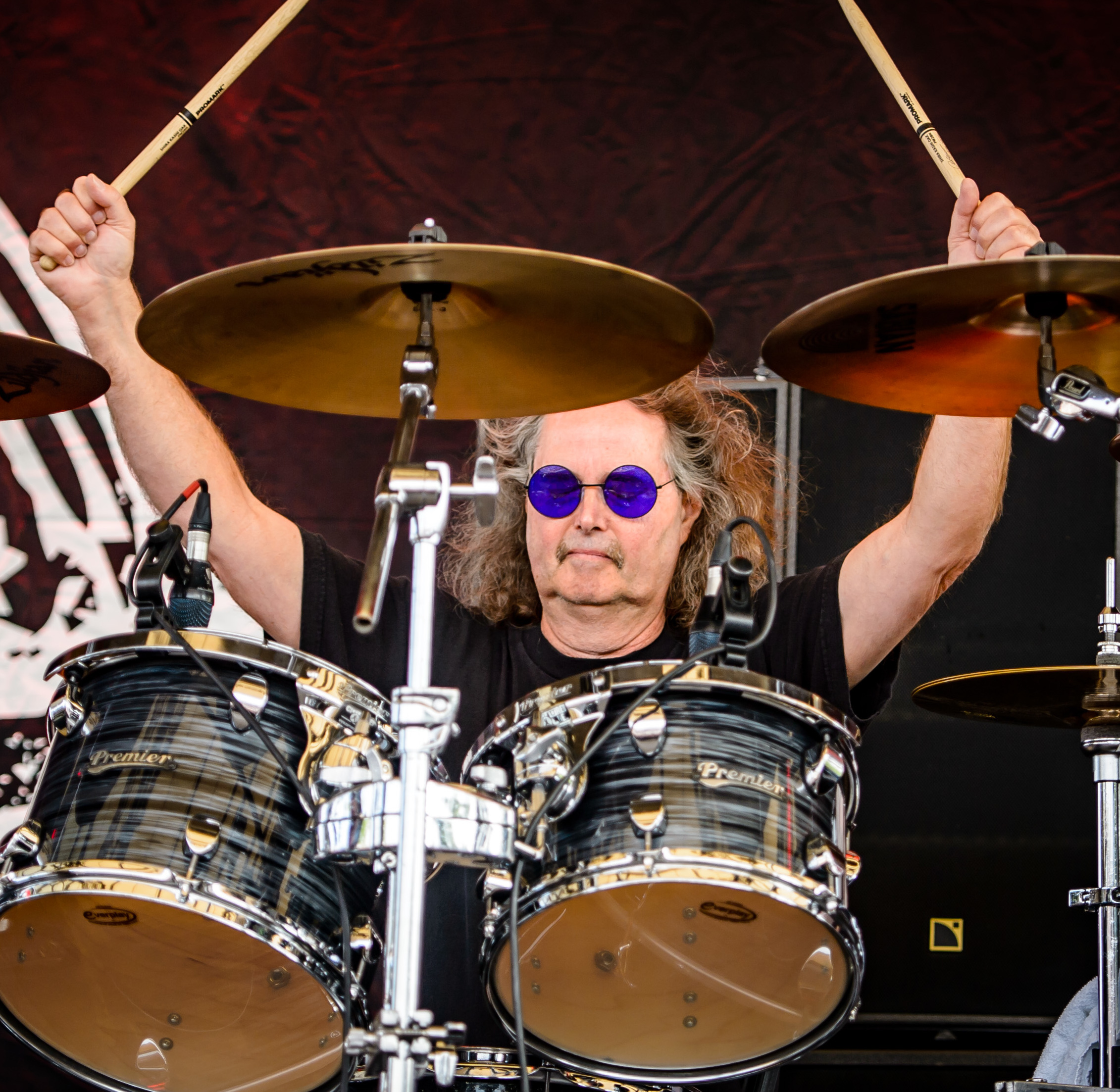
Robert Garven
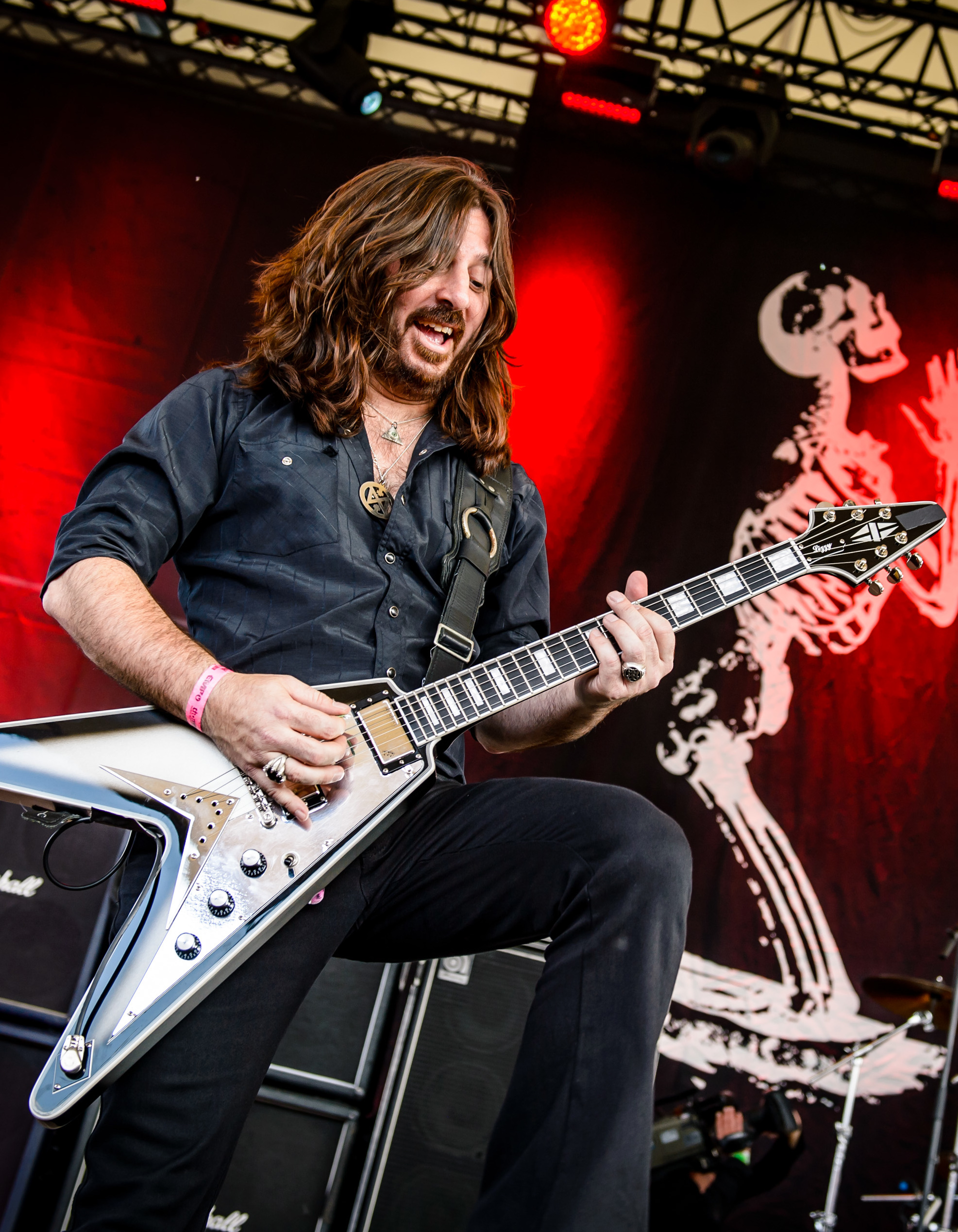
Greg Lindstrom
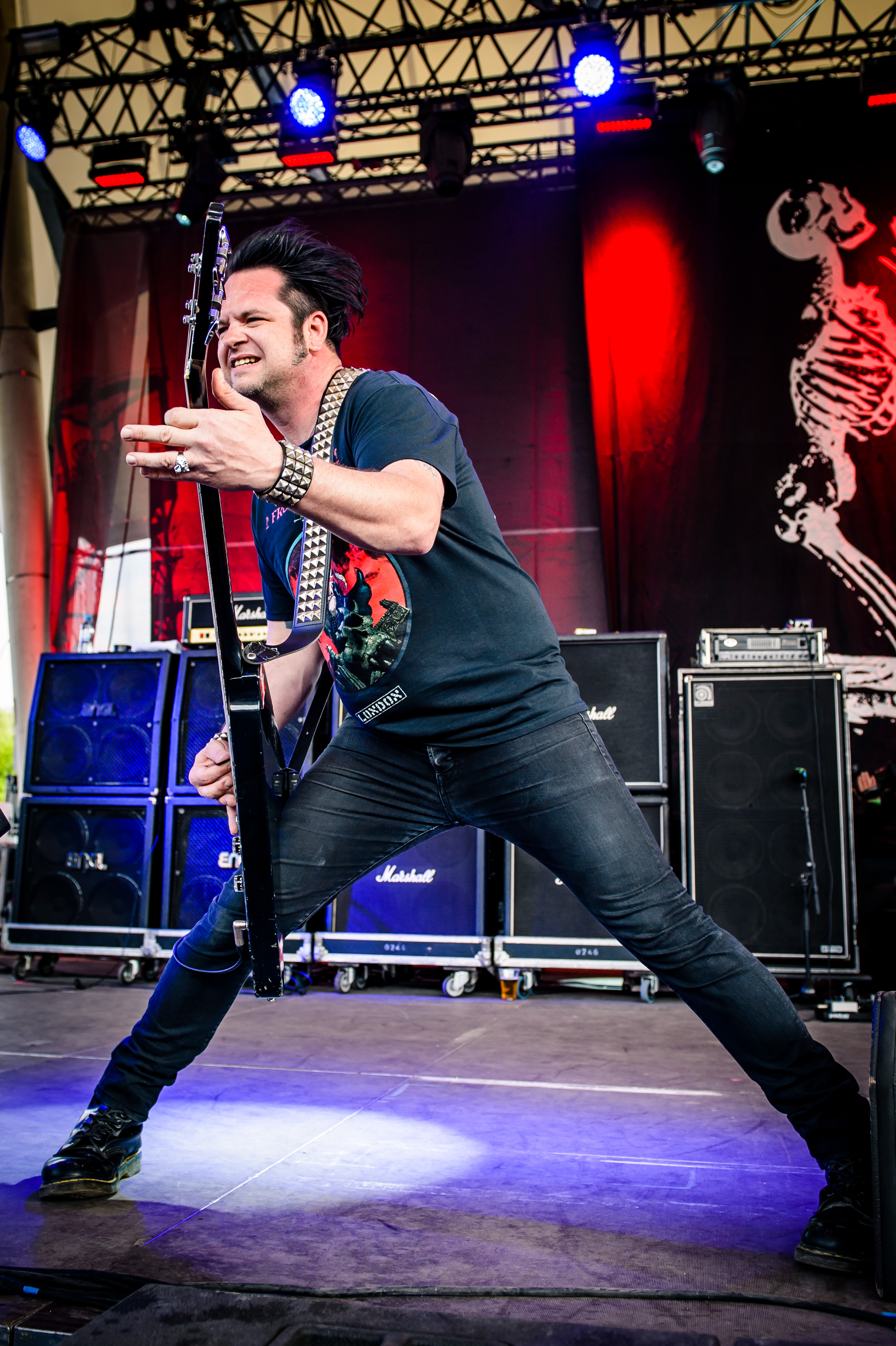
Jarvis Leatherby

### Formazione attuale
- Tim Baker - voce
- Greg Lindstrom - chitarra
- Robert Garven - batteria
- Jim Barraza - chitarra (1987–1992, 2016-2023), seconda voce(1989-1992, 2016-2023)
- Jarvis Leatherby - basso

## Discografia
Album in studio
- 1981 - Frost and Fire
- 1984 - King of the Dead
- 1986 - One Foot in Hell
- 1991 - Paradise Lost
- 2020 - Forever Black
- 2023 - Dark Parade

Album dal vivo
- 2019 - I'm Alive

Raccolte
- 2001 - Servants of Chaos

Demo
- 1979 - Demo 1979

Singoli
- 1996 - I'm Alive \ Atom Smasher
- 2018 - Witch's Game

### Tributi
- 2006 - A Tribute To Cirith Ungol: One Foot In Fire